# Soumont-Saint-Quentin
Soumont-Saint-Quentin é uma comuna francesa na região administrativa da Normandia, no departamento Calvados. Estende-se por uma área de 6,88 km². Em 2010 a comuna tinha 559 habitantes (densidade: 81,3 hab./km²).